# Uボート・ブンカー

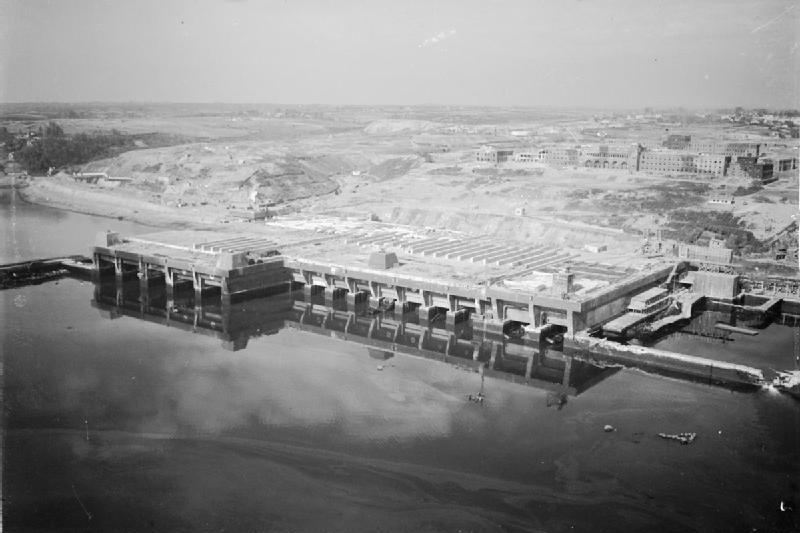
ブレストのUボート・ブンカー

Uボート・ブンカー（独: U-Boot-Bunker）とは空襲からUボートを保護する堅牢な防空施設である。
第二次世界大戦中、ドイツは連合国軍の空襲から、繋留・整備中のUボートを守るために防空施設を建設した。Uボート・ブンカーは厚い鉄筋コンクリートで建設され、その外観から連合軍はサブマリン・ペン （Submarine pen）と呼称した。

## 歴史

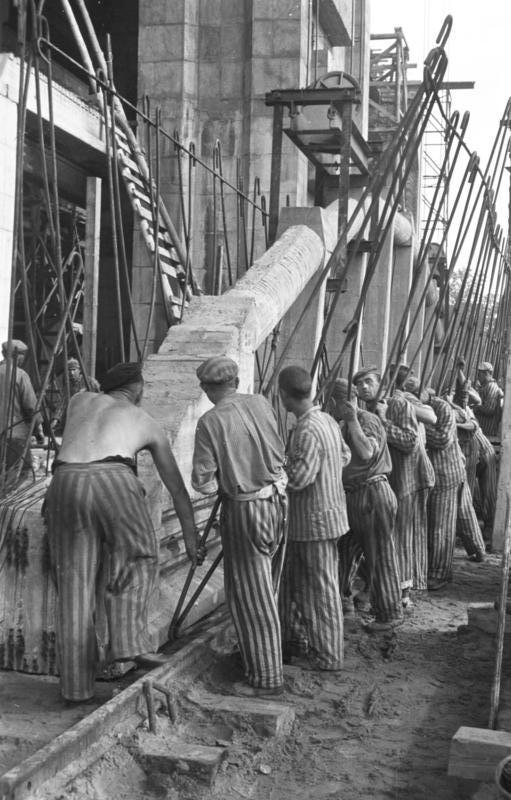
バレンティンブンカー建設中の徴用された労働者

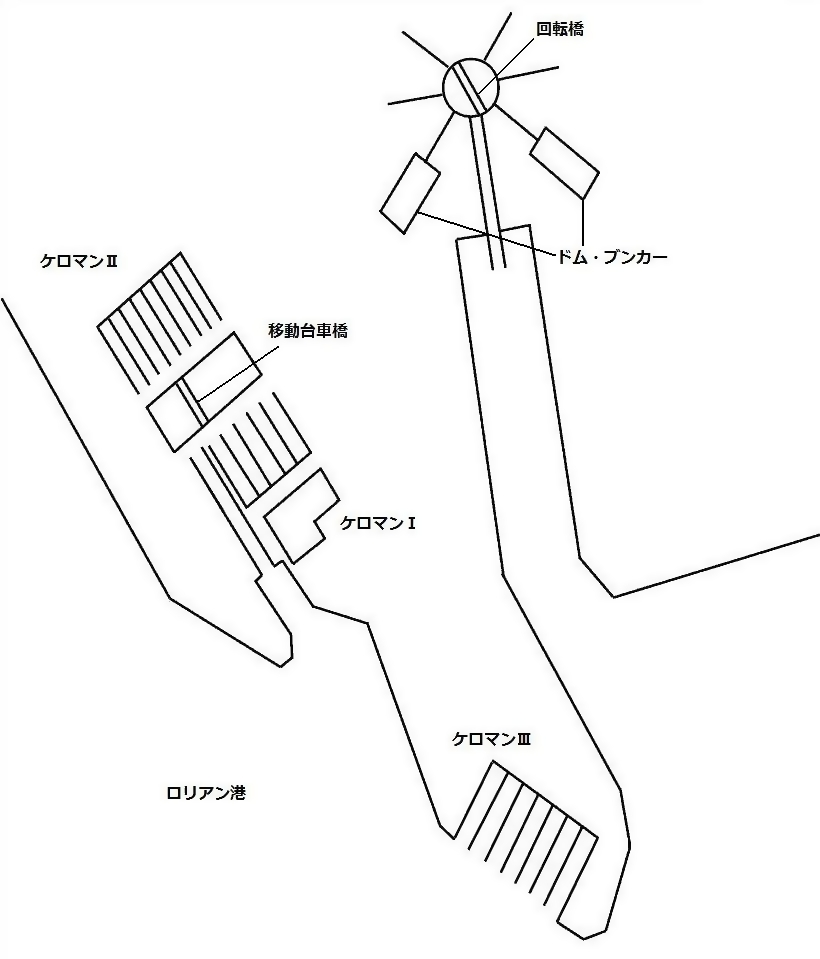
ケロマンブンカー見取り図

第一次世界大戦中の1917年、フランス、ダンケルクから飛来したイギリス海軍航空隊のカーチス H12などの航空機は、ベルギー国内のオステンドやゼーブルッヘに建設したUボート基地を空襲した。空襲当初はドイツ海軍航空隊が応戦していたが、その脅威が増した1917年8月、魚雷艇基地であったゼーブルッヘでは、Uボート・ブンカーの原型となるコンクリート製の防空壕（係留ブンカー）が建設された。この係留ブンカーは、長さが62m、幅9mのものを8基繋げて構成されており、英軍の爆撃にも耐えた。
この経験から後の第二次世界大戦においては、任務を終え帰投したUボートを岸壁に係留させることが危険と判断され、総統アドルフ・ヒトラーは潜水艦隊司令長官(BdU)カール・デーニッツ提督との会合においてトート機関に建設の指示を出した。

そしてUボート専用施設として初となる「Uボート・ブンカー」が北海にあるヘルゴラント島に建設され、これに続きハンブルク、キールでも建設が開始されている。これらは一箇所に付き7か月程度の工期で順次竣工した。なお、この建設には労働者2万人以上が徴用された。
このブンカーは爆撃から効果的にUボートを守ったため、イギリス空軍はブンカーの厚い鉄筋コンクリート製屋根を貫通する12,000ポンド爆弾のトールボーイを導入する。するとドイツはトールボーイにも耐えるようブンカーの屋根を増強。これに対抗するためイギリスは、終戦直前の1945年に22,000ポンド爆弾のグランドスラムを導入した。
大戦末期には、強固な構造を利用し進軍してきた連合軍に最後まで抵抗した。なお、ラ・パリスのブンカーでは、港湾機能全てが破壊されずに残った。これは指揮官であるエルンスト・シュリッツ中将が、砲撃しなければ施設を無傷で明け渡すことを条件に投降の意を示し、包囲した連合軍もこれを受け入れたためである。

### 現在
戦後いくつかの場所に於いて解体作業が計画されたが、余りに強固な構造のため計画は中止となり現存し、ブレストは海軍基地、トロンハイムは民間の港になっている他、サンナゼールやロリアンのように観光名所として利用されている箇所もあり、航空写真地図などからその姿は現在でも確認できる。

## 種類
Uボート・ブンカーには、一基に対し1隻のみ係留させるものと2隻並行に係留させるものがあり、中には出入り口に防水扉が設けられ、閉じることで乾ドックの役割を持たせたものもあった。
ノルウェーのトロンハイムに建設されたドーラ1・2、ブレスト、ロリアンに建設されたブンカー（秘匿名ケロマンI・II・III）ブレーメンのバレンティンブンカーは非常に大型であり、屋上には対空機関砲や機銃の他、警戒レーダーなども設置されている。

### ナチス・ドイツ

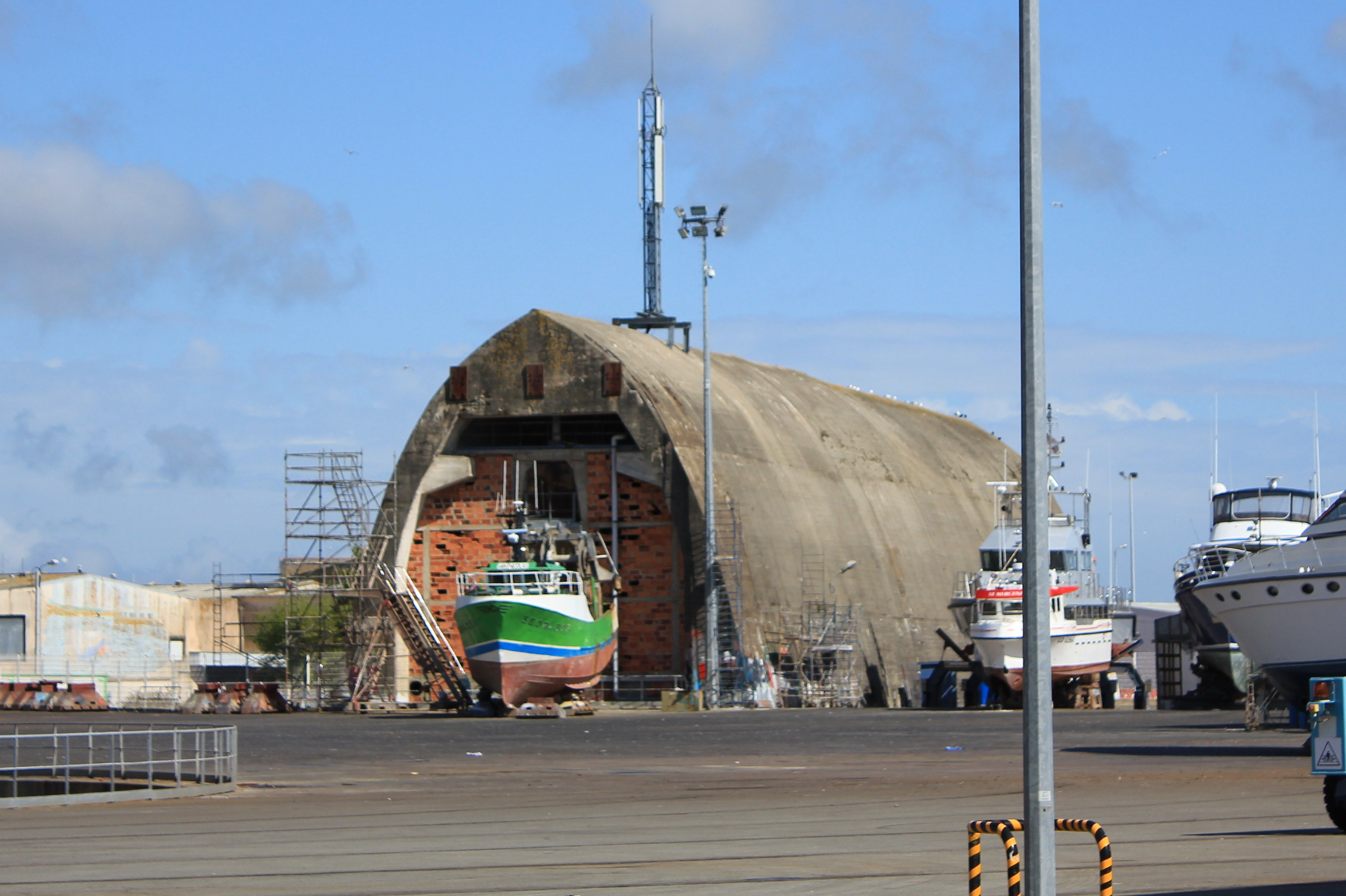
ドームブンカー（小型）

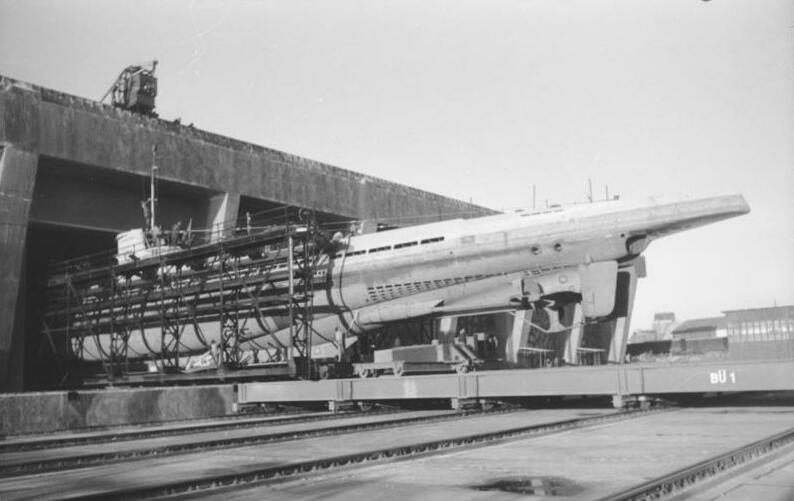
ケロマンブンカーの移動台車橋に乗せられたU67

- キール
- ハンブルク
- ブレーメン
バレンティンブンカー。造船工場をブンカー化したもので、大戦末期にはUボートXXI型を生産していた。
- ヘルゴラント島

### フランス
- ブレスト
- ロリアン
係留用ブンカーと修理補給などの専用として港に斜面を設け、トラバーサーで移動させる方式の乾ドックブンカーが建設されている他、転車台を用いた一隻専用の乾ドックであるドームブンカーや魚雷ブンカーなども建設している[5][注釈 2]。
ドームブンカーは屋根を傾斜させる事で爆弾の衝撃を逃がす構造であり、天井のコンクリートの厚みを薄くしている。なおドームブンカーは列車砲の車庫としても使用された。戦後、解体作業が計画されたが、解体費用が郡の収入を上回ることが分かったため中止され、ケロマンI・II・IIIを利用した観光計画に変更されている他、民間の倉庫や作業場、資材置き場、ヨットなどの保管庫として利用されている。
- ラ・パリス
- サン・ナゼール
- ボルドー

### ノルウェー
- トロンハイム
ドーラ1・2は民間の埠頭として利用されている。
- ベルゲン

### イタリア
- トゥーロン

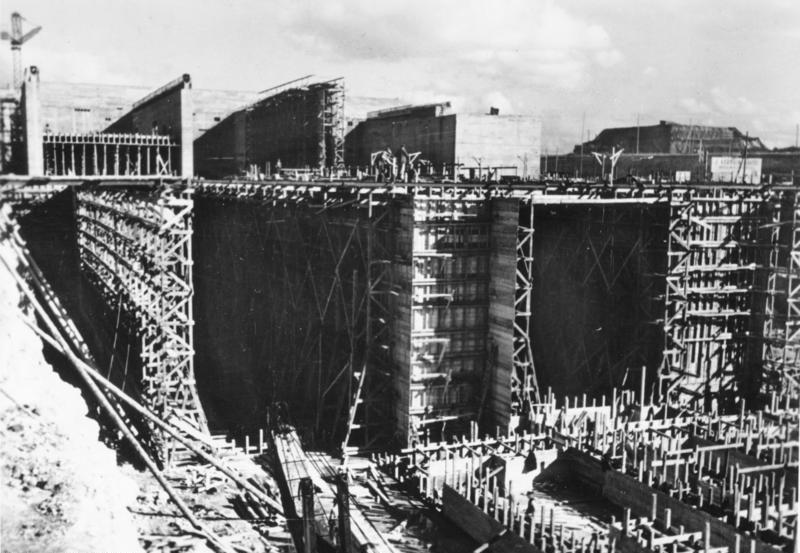
建設中のラ・パリスブンカー
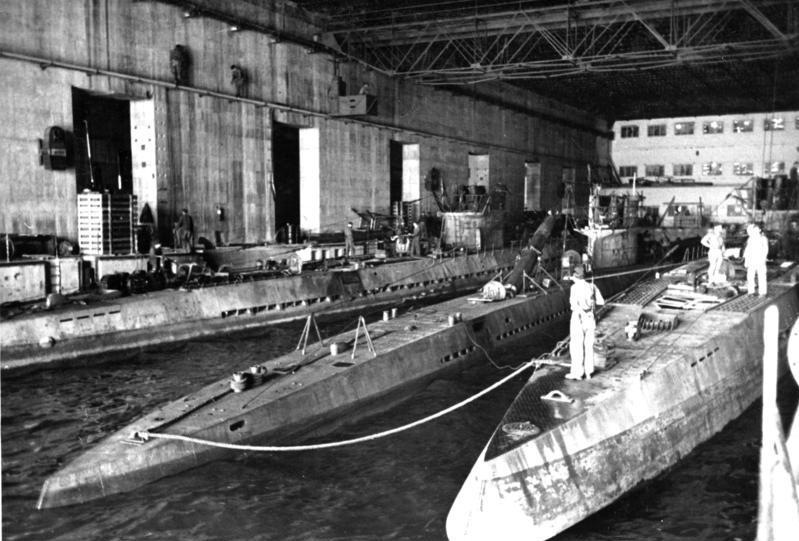
ブレストブンカーに停泊中のUボート
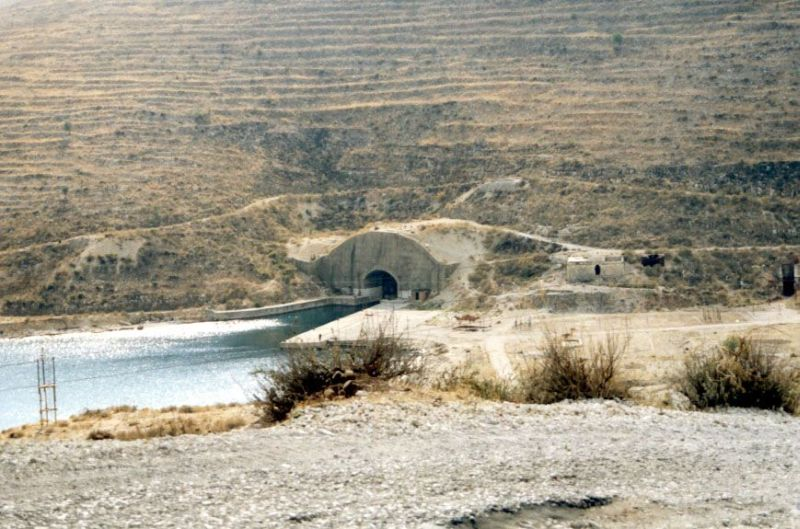
アルバニアにあるアドリア海に面した山を刳り貫いて作られたブンカー
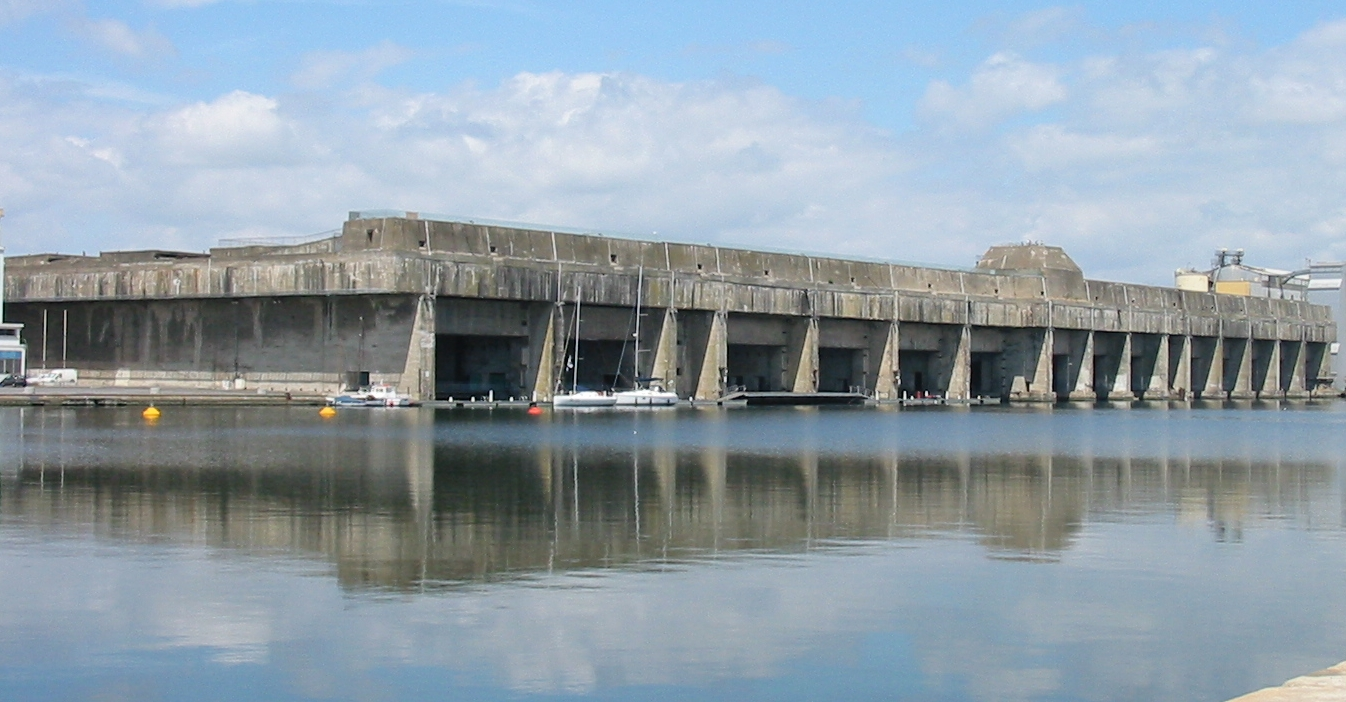
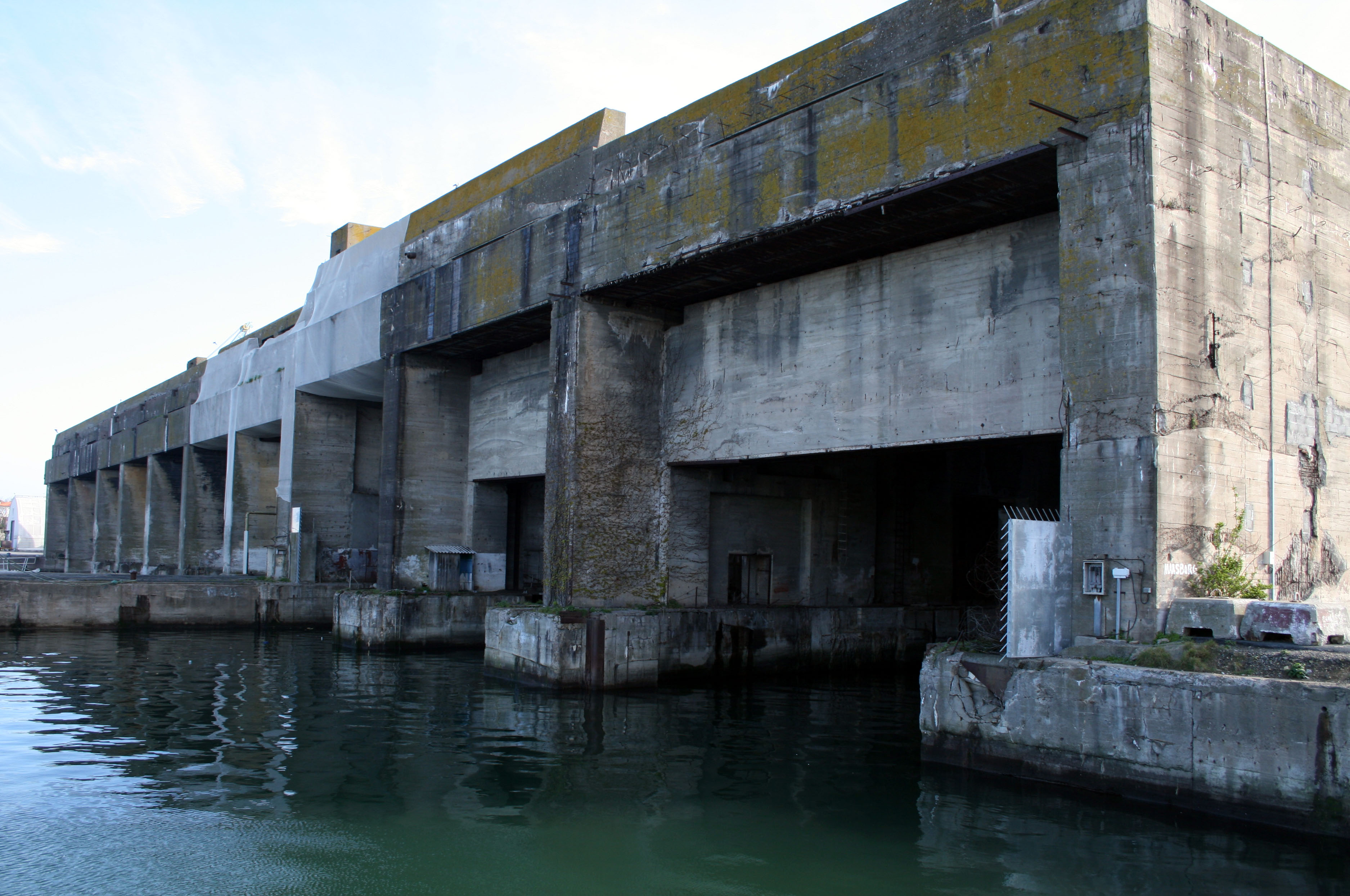
サン=ナゼールブンカー
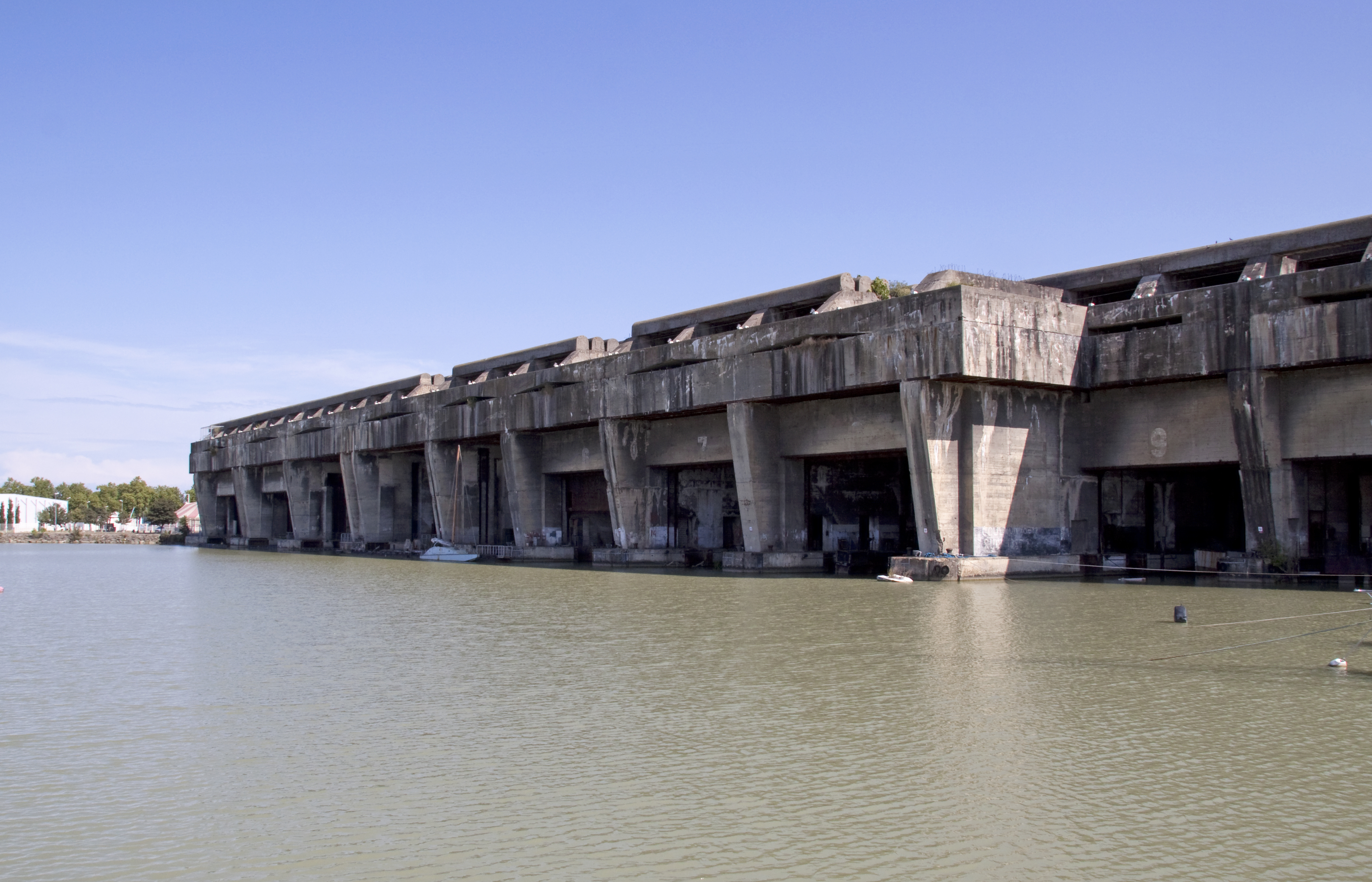
ラ・ロシェルブンカー
- ボルドーブンカー